# Karl Aletter
Karl Aletter   (Mannheim, 8 de juliol de 1906 - Kaiserslautern, 29 de març de 1991) fou un remer alemany que va competir durant les dècades de 1920 i 1930.
El 1928 va prendre part en els Jocs Olímpics d'Amsterdam, on quedà eliminat en sèries en la prova del vuit amb timoner del programa de rem. Quatre anys més tard, als Jocs de Los Angeles, va guanyar la medalla de plata en la competició del quatre sense timoner, formant equip amb Ernst Gaber, Walter Flinsch i Hans Maier, mentre en la prova del quatre amb timoner quedà eliminat en sèries.
En el seu palmarès també destaquen vuit campionats nacionals.